# Премьер-министр Узбекистана
Премье́р-мини́стр Респу́блики Узбекиста́н (узб. Oʻzbekiston Respublikasining Bosh vaziri, в переводе звучит как «главный визи́рь») — руководит правительством Узбекистана, главным исполнительным органом власти в стране.

## Полномочия и задачи
Премьер-министр Республики Узбекистан является главой Кабинета министров (правительства) Республики Узбекистан, организует и руководит его деятельностью, несёт персональную ответственность за эффективность его работы, председательствует на его заседаниях, подписывает его решения, по поручению президента Республики Узбекистан представляет Кабинет министров (правительство) Узбекистана в международных отношениях, ведёт переговоры и подписывает межправительственные договоры, соглашения и меморандумы, по согласованию с президентом распределяет обязанности между заместителями премьер-министра, принимает решения по вопросам государственного и хозяйственного управления, не требующим рассмотрения на заседании Кабинета министров, представляет кандидатуры в члены Кабинета министров президенту после одобрения их Законодательной палатой Олий Мажлиса, вносит президенту представление о назначении и освобождении от должности хокимов (губернаторов) областей и города Ташкента, осуществляет общую координацию деятельности министерств, государственных комитетов и других органов государственного управления в целях обеспечения достижения задач, поставленных перед правительством, принимает решения по возникшим разногласиям, представляет в обе палаты Олий Мажлиса Республики Узбекистан ежегодный доклад Кабинета министров об итогах социально-экономического развития за истекший год и основных приоритетах на очередной год, кроме того выполняет другие функции, предусмотренные законами Республики Узбекистан, указами, постановлениями и распоряжениями президента Республики Узбекистан. По вопросам, входящим в его компетенцию, издает распоряжения и рекомендации, систематически и достоверно информирует президента о работе Кабинета министров. Также, премьер-министр Узбекистана временно заменяет президента Узбекистана на территории Узбекистана в момент, когда президент Узбекистана временно покидает территорию Узбекистана для посещения иностранных государств по государственным или частным делам. По вопросам, входящим в его компетенцию, издает распоряжения и рекомендации, систематически и достоверно информирует президента о работе Кабинета министров. В случае отсутствия премьер-министра (зарубежный визит, болезнь или иные причины), его обязанности временно на территории Узбекистана выполняет первый заместитель премьер-министра, или по консенсусу один из заместителей премьер-министра.
Рабочей и главной резиденцией премьер-министра Узбекистана является Дом Правительства на площади Мустакилли́к (Независимости) в самом центре Ташкента. Официальный сайт — Правительственный портал gov.uz Архивная копия от 28 июля 2020 на Wayback Machine.

## Порядок назначения Премьер-министра
Согласно Конституции Республики Узбекистан, кандидатуру премьер-министра выдвигается политической партией, имеющей большинство в Законодательной палате или блоком партий, получивших наибольшее количество голосов в парламенте. После рассмотрения в течение десяти дней выдвинутой кандидатуры, Президент выносит её на рассмотрение Парламентом Узбекистана.
Согласно статье № 4 закона "О кабинете министров Республики Узбекистан" кандидатура Премьер-министра предлагается политической партией, набравшей наибольшее количество депутатских мест на выборах в Законодательную палату Олий Мажлиса Республики Узбекистан, или несколькими политическими партиями, получившими равное наибольшее количество депутатских мест. Президентом Республики Узбекистан после рассмотрения представленной кандидатуры на должность Премьер-министра в десятидневный срок предлагает её на рассмотрение и утверждение палатами Олий Мажлиса Республики Узбекистан. Кандидат на должность Премьер-министра при рассмотрении и утверждении его кандидатуры в Олий Мажлисе Республики Узбекистан представляет программу действий Кабинета Министров на ближайшую и долгосрочную перспективу. Кандидатура Премьер-министра считается утвержденной, если за неё будет подано более половины голосов от общего числа соответственно депутатов Законодательной палаты и членов Сената Олий Мажлиса Республики Узбекистан.
В случае двукратного отклонения Олий Мажлисом Республики Узбекистан кандидатуры на должность Премьер-министра, Президент Республики Узбекистан назначает исполняющего обязанности Премьер-министра и распускает Олий Мажлис Республики Узбекистан. Действующий Кабинет Министров слагает свои полномочия перед вновь избранным Олий Мажлисом Республики Узбекистан, но продолжает свою деятельность до формирования нового состава Кабинета Министров в соответствии с решением Президента страны.

## Список премьер-министров Республики Узбекистан
| №                                                                   | Портрет                                                             | Имя (годы жизни)                                                                | Полномочия                                                          | Полномочия                                                          | Партия                                                              | Выборы                                                              | Пр.                                                                 |
| №                                                                   | Портрет                                                             | Имя (годы жизни)                                                                | Начало                                                              | Окончание                                                           | Партия                                                              | Выборы                                                              | Пр.                                                                 |
| председатель Кабинета министров (узб. Vazirlar Mahkamasining raisi) | председатель Кабинета министров (узб. Vazirlar Mahkamasining raisi) | председатель Кабинета министров (узб. Vazirlar Mahkamasining raisi)             | председатель Кабинета министров (узб. Vazirlar Mahkamasining raisi) | председатель Кабинета министров (узб. Vazirlar Mahkamasining raisi) | председатель Кабинета министров (узб. Vazirlar Mahkamasining raisi) | председатель Кабинета министров (узб. Vazirlar Mahkamasining raisi) | председатель Кабинета министров (узб. Vazirlar Mahkamasining raisi) |
| ------------------------------------------------------------------- | ------------------------------------------------------------------- | ------------------------------------------------------------------------------- | ------------------------------------------------------------------- | ------------------------------------------------------------------- | ------------------------------------------------------------------- | ------------------------------------------------------------------- | ------------------------------------------------------------------- |
| (16)                                                                |                                                                     | Ислам Абдуганиевич Каримов (1938—2016) узб. Islom Abdugʻaniyevich Karimov       | 31 августа 1991                                                     | 8 января 1992                                                       | Коммунистическая партия Узбекистана                                 | 1990                                                                | [ 2 ] [ 3 ]                                                         |
|                                                                     | Народно-демократическая партия Узбекистана                          | Ислам Абдуганиевич Каримов (1938—2016) узб. Islom Abdugʻaniyevich Karimov       | 31 августа 1991                                                     | 8 января 1992                                                       |                                                                     | 1990                                                                | [ 2 ] [ 3 ]                                                         |
| премьер-министр (узб. Bosh vazir)                                   |                                                                     |                                                                                 |                                                                     |                                                                     |                                                                     |                                                                     |                                                                     |
| 17 (I—II)                                                           |                                                                     | Абдулхашим Муталович Муталов (1947—) узб. Abdulhoshim Mutalovich Mutalov        | 8 января 1992                                                       | 21 декабря 1995                                                     | Народно-демократическая партия Узбекистана                          | [ комм. 4 ]                                                         | [ 4 ] [ 5 ]                                                         |
| 17 (I—II)                                                           | 1994—1995                                                           | Абдулхашим Муталович Муталов (1947—) узб. Abdulhoshim Mutalovich Mutalov        | 8 января 1992                                                       | 21 декабря 1995                                                     | Народно-демократическая партия Узбекистана                          |                                                                     | [ 4 ] [ 5 ]                                                         |
| 18 (I—II)                                                           |                                                                     | Уткир Тухтамурадович Султанов (1939—2015) узб. Oʻtkir Toʻxtamurodovich Sultonov | 21 декабря 1995                                                     | 11 февраля 2000                                                     | Народно-демократическая партия Узбекистана                          | [ комм. 5 ]                                                         | [ 6 ] [ 7 ]                                                         |
| 18 (I—II)                                                           | 11 февраля 2000                                                     | Уткир Тухтамурадович Султанов (1939—2015) узб. Oʻtkir Toʻxtamurodovich Sultonov | 11 декабря 2003                                                     | 1999                                                                | Народно-демократическая партия Узбекистана                          |                                                                     | [ 6 ] [ 7 ]                                                         |
| 19 (I—IV)                                                           |                                                                     | Шавкат Миромонович Мирзиёев (1957—) узб. Shavkat Miromonovich Mirziyoyev        | 11 декабря 2003                                                     | 28 января 2005                                                      | Национально-демократическая партия «Фидокорлар»                     | [ комм. 6 ]                                                         | [ 8 ] [ 9 ]                                                         |
| 19 (I—IV)                                                           | 28 января 2005                                                      | Шавкат Миромонович Мирзиёев (1957—) узб. Shavkat Miromonovich Mirziyoyev        | 27 января 2010                                                      | 2004—2005                                                           | Национально-демократическая партия «Фидокорлар»                     |                                                                     | [ 8 ] [ 9 ]                                                         |
|                                                                     | 27 января 2010                                                      | Шавкат Миромонович Мирзиёев (1957—) узб. Shavkat Miromonovich Mirziyoyev        | 23 января 2015                                                      | Демократическая партия Узбекистана «Миллий тикланиш»                | 2009—2010                                                           |                                                                     | [ 8 ] [ 9 ]                                                         |
| 23 января 2015                                                      | 14 декабря 2016                                                     | Шавкат Миромонович Мирзиёев (1957—) узб. Shavkat Miromonovich Mirziyoyev        | 2014—2015                                                           | Демократическая партия Узбекистана «Миллий тикланиш»                |                                                                     |                                                                     | [ 8 ] [ 9 ]                                                         |
| 20 (I—II)                                                           |                                                                     | Абдулла Нигматович Арипов (1961—) узб. Abdulla Nigʻmatovich Aripov              | 14 декабря 2016                                                     | 21 января 2020                                                      | Либерально-демократическая партия Узбекистана                       | [ комм. 8 ]                                                         | [ 10 ] [ 11 ]                                                       |
| 20 (I—II)                                                           | 21 января 2020                                                      | Абдулла Нигматович Арипов (1961—) узб. Abdulla Nigʻmatovich Aripov              | действующий                                                         | 2019—2020                                                           | Либерально-демократическая партия Узбекистана                       |                                                                     | [ 10 ] [ 11 ]                                                       |